# اردنماندال
اردنماندال (به لاتین: Erdenemandal) یک منطقهٔ مسکونی در مغولستان است که در استان آرخانگای واقع شده‌است. اردنماندال ۳٬۴۰۰ کیلومتر مربع مساحت دارد.